# Kakeru Sakamoto
Kakeru Sakamoto (japanisch 坂本 翔 Sakamoto Kakeru; * 6. September 2000 in der Präfektur Shizuoka) ist ein japanischer Fußballspieler.

## Karriere
Kakeru Sakamoto erlernte das Fußballspielen in der Schulmannschaft der Shimizu Higashi High School sowie in der Universitätsmannschaft der Tōkai-Universität. Seinen ersten Vertrag unterschrieb er am 11. Februar 2023 bei Giravanz Kitakyūshū. Der Verein aus Kitakyūshū, einer Stadt in der Präfektur Fukuoka, spielte in der dritten japanischen Liga. Sein Drittligadebüt gab Kakeru Sakamoto am 5. März 2023 (1. Spieltag) im Heimspiel gegen den FC Gifu. Bei dem 1:1-Unentschieden stand er in der Startelf und spielte die kompletten 90 Minuten.